# Батрок Прыгун
Батрок (англ. Batroc, настоящее имя — Жорж Батрок (англ. Georges Batroc)) — суперзлодей, появляющийся в публикациях Marvel Comics. Созданный писателем Стэном Ли и художником Джеком Кёрби, персонаж впервые появился в Tales of Suspense #75, 1966. Он — наёмник и мастер французской формы кикбоксинга, известного как сават. Писатель Марк Уэйд описал персонажа как впереди своего времени, «Он был Жан-Клодом Ван Даммом, но он был из 1960-х».
Жорж Сен-Пьер сыграл персонажа в фильме 2014 года «Первый мститель: Другая война».

## История публикации
Батрок, созданный Стэном Ли и Джеком Кёрби, впервые появился в Tales of Suspense #75 в марте 1966 года. Он вновь появлялся в различных комиксах Marvel. Его имя, видимо, юмористическая часть тайной игры слов, которой потворствует Стэн Ли. «Батрок» — это вовсе не распространённая французская фамилия; однако, имя звучит аналогично Батракиан (имеющий отношение к лягушкам). Таким образом, французский прыгун — «Лягушка», слегка иронический термин, относящийся к французам.
Спортивный новый костюм разработан Джоном Ромитой младшим, Батрок служил главным лейтенантом в компании Кло в первом перезапуске 2005 года Чёрной Пантеры Реджинальда Худлина.

## Биография персонажа
Жорж Батрок родился в Марселе, Франция, и служил во Французском Иностранном Легионе. Он — французский костюмированный наёмник, который специализируется на савате (также известный как «Французский Бокс»), разновидность кикбоксинга. Хотя он в первую очередь появлялся на страницах Captain America, он также померился силами против Карателя, Человека-паука, Дэдпула, Соколиного глаза, Железного кулака и Гамбита. Батрок иногда возглавлял свою собственную команду «Бригада Батрока», хотя членство изменялось с течением времени. Группа прежде всего сражалась против Капитана Америки.
В первом появлении персонажа он был нанят Ими, чтобы украсть цилиндр Инферно-42. Он впервые сражался против Капитана Америки на этой миссии. Когда Батрок начал с типичного бахвальства, Кэп показал восхищение к Батроку, что уже слышал о наёмнике: «Батрок Прыгун, а? Мастер савата, французского искусства бокса ногами!» Позже, он был снова нанят ГИДРОЙ и похитил Шэрон Картер для них. Он заманил Капитана Америку на матч-реванш, в котором он настаивал, чтобы ГИДРА не вмешивалась, и снова проиграл; однако, когда агенты ГИДРЫ готовы были убить и Кэпа, и его, Батрок, рассерженный на таких «мужчин без чести», перешёл на другую сторону, чтобы помочь Кэпу против ГИДРЫ. В обеих этих историях Батрок был расценён как смертельный боец, его умение, которое уважают враги и работодатели подобно.
Батрок был затем нанят иностранной державой определить местонахождения «сейсмо-бомбы» с первой известной Бригадой Батрока (состоящая из оригинального Мечника и Живого Лазера). Батрок сражался против Капитана Америки снова. Андроид Барона Штрукера Машиниста, известный тогда как «Капюшон», нанял новую Бригаду Батрока (состоящая из Дикобраза и Вихря), чтобы бороться против Капитана Америки.
Батрок затем сформировал третью Бригаду Батрока, которая состояла из различных безымянных приспешников, а не известных суперзлодеев, так как суперзлодеи подвели Батрока в прошлом. Пришелец Джакар, скрывая свою истинную природу и намерения, нанял эту группу, чтобы похитить детей из Нью-Йорка и сражаться против Капитана Америки и Сокола. Хотя Батрок не чувствовал раскаяния о похищении детей, узнав истинную природу Джакара и его намерения использовать детские души, чтобы возродить его расу из комы, он чувствовал, что его «чувство чести» было нарушено путём обмана, и он снова перешёл на другую сторону, помогая Капитану Америке и Соколу спасти детей. Уэрд Мишим затем нанял Бригаду Батрока, которая сражалась против Железного кулака и воина ниндзя, несколько членов Бригады умирает в процессе.
Некоторое время после этого Батрок действовал без Бригады. Вместе с экстра-мерным союзником демона Батрок сделал попытку украсть трансуран, но был остановлен Капитаном Америкой и Человеком-пауком. Батрок был также членом суррогатных «Защитников», группой злодеев, которые исполняли роль фактических Защитников. Они совершали грабежи, изображая из себя членов Защитников, пока их не остановил контингент Защитников. Вместе с Мистером Хайдом, Батрок попытался сделать попытку схем вымогательств против Манхэттена. Он сражался против Капитана Америки, но когда Мистер Хайд решил осуществить свою угрозу, которая убьёт тысячи, Батрок, снова показывая, что есть определённая грань, которые он не пересечёт, помог Капитану Америке против Хайда, спасая город.
Батрок затем сформировал новую, более долговечную Бригаду Батрока — она состояла из Зарана Оружейного Мастера и Мачете. Эта команда была впервые замечена, когда Обадайя Стейн приказал им своровать щит Капитана Америки, и Батроку, наконец, удалось. Трик Шот затем нанял Бригаду Батрока, чтобы сражаться против Соколиного глаза. Барон Гельмут Земо позже нанял Бригаду Батрока, чтобы приобрести фрагменты Блудстоуна. Они боролись против Капитана Америки и Алмазной Змеи. Вместе с Змеиным укусом Батрок также сражался против Карателя.
Позже, Прыгун появился в качестве члена малочисленной армии злодеев, организованной Кло, чтобы вторгнуться в Ваканду, которая включала Носорога, Радиоактивного человека, Каннибала и злодейского Чёрного рыцаря. Он был побеждён королевскими телохранителями Чёрной пантеры.
Во время кроссовера JLA/Avengers Батрок кратко противостоял Бэтмену, когда он был одним из злодеев, принятых на работу Кроной в его армию. Тёмный Рыцарь победил его (вне группы).
У Батрока есть дочь, которая объединилась в команду в подлости с дочерью подобного Тарантула суперзлодея Б-списка. Обе дочери берут соответствующие костюмы и имена своих отцов. Таскмастер шокирован, что Тарантул и Батрок гетеросексуальны, прежде чем крепко избить потомков этих двух негодяев, легко выбрасывая их прочь от здания, отмечая, что он также «ненавидит этнические стереотипы».
Батрок короткое время служил среди группы злодеев, насильственно призванных в армию Громовержцев Барона Земо. Но после возвращения к заключению в федеральном карательно-исправительном учреждении Батрок зарегистрировался в Сверхчеловеческом Законе о Регистрации и был послан в сверхчеловеческий учебный центр, расположенный на Базе Морской Пехоты Квантико в Вирджинии, чтобы обучить новичков боевым искусствам, прежде чем его перевели в Лагерь Хэммонда.
В конечном счёте, однако, Батрок счёл правительственную работу неудовлетворительной и вернулся к своей наёмнической жизни, противостоя новому Капитану Америке, находясь на работе, чтобы украсть вещи из Организации Объединённых Наций. Кроме того, он работал с Человеком без Лица, таинственным существом от прошлого Капитана Америки. Вскоре выяснилось, что Батрок украл оригинального Человека-факела, оставляя для обратного проектирования.

## Силы и способности
Батрок Прыгун не имеет никаких сверхчеловеческих способностей, но находится в пиковом физическом состоянии во всех отношениях. Он — тяжелоатлет Олимпийского уровня и имеет необычайную ловкость и рефлексы. Его мышцы ног особенно хорошо развиты, что позволяет ему прыгать на большие расстояния, равные Олимпийским спортсменам. Он — эксперт рукопашного боя и специализируется на савате. Он — также квалифицированный военный тактик, так как в прошлом был во Французском Иностранном Легионе.
Батрок — также опытный вор и контрабандист, и может говорить и на французском, и на английском языках. Хотя, как наёмник, он, не раздумывая, выполняет любое количество преступлений для своих клиентов, у Батрока есть сильное чувство чести; он обернётся против любого клиента, который несправедливо обманул его в совершении преступления, на которое он, возможно, иначе не согласился бы.

## Другие вселенные
Инкарнация Батрока Прыгуна Ultimate Marvel — французский вор драгоценностей. Навыки боевых искусств этой версии также присутствуют. Когда он и его головорезы грабили ювелирный магазин, они были остановлены «ядовитым жалом» нового Человека-паука.
В континуальности MC2 Батрок Прыгун всё ещё управляет своим собственным преступным синдикатом, пока не был остановлен Американской Мечтой.
Зомбированная версия Батрока Прыгуна появляется в третьей части серии Marvel Zombies, где он убит фирменным бетонным ядром на цепи Карла Крила.
В альтернативной континуальности сюжетной линии 2005-го «Дом М» Батрок Прыгун — член большой криминальной империи Капюшона. Он участвовал в захвате Санто-Рико и остался воевать, когда Красная Гвардия пришла, чтобы защитить население людей. Он был убит первым, подвергшийся нападению Агента Жабы и уволенных двух солдат Щ.И.Т.а.

## Вне комиксов

### Телевидение
- Батрок Прыгун появляется в сегменте Капитана Америки «Супергерои Marvel».
- Батрок появляется как член Смертельного легиона Доктора Дума в Отряде супергероев, эпизод «Незнакомец из Дикой Земли», озвученный А.Дж. Бакли[37]. Он помогает Саблезубому, Громобою и Жабе украсть Забу из Зоопарка Города Супергероев.
- Персонаж появляется в 2010 году Черной Пантере: Мультсериал, озвученный Дж. Б. Бланком. Он среди злодеев, принятых на работу к Кло, чтобы вторгнуться в Ваканду.
- Персонаж делает краткое появление в Мстителях. Величайшие герои Земли, в эпизоде «Большой Дом». Он появляется как один из многих злодеев, заключённых в одну из четырёх тюрем, как объясняет Безумный мыслитель, «товарищ заключённого Вихря».
- Персонаж появляется в мультсериале Совершенный Человек-паук, озвученный Робом Полсеном[38]. Прыгающая сила этой версии увеличена до такой степени, что она делает его способным к отталкиванию от вертикальных стен, если у них есть точки опоры для него, чтобы удержать его ноги[39].

### Киновселенная Marvel
- Батрок Прыгун появился в художественном фильме 2014 года «Первый мститель: Другая война», его роль исполнил франкоканадец, бывший чемпион UFC в полусреднем весе Жоржо Сен-Пьер[40]. Он появляется как алжирский пират, который держит в руках корабль Щ.И.Т.а с заложниками. Капитан Америка, Чёрная вдова и группа агентов Щ. И.Т.а спасают заложников. Батрок затем сражается против Капитана Америки, но в конечном счёте побеждён, и позже сбегает. Он захвачен Александром Пирсом и привезён на допрос, но, как замечается, сохранял молчание во время допроса. Позже Ник Фьюри рассказывает, что нанял Батрока угнать корабль, чтобы дать ему предлог отправить Чёрную вдову на борт, таким образом, чтобы она могла украсть файлы, пока находилась там.
- Батрок вновь появился в сериале «Сокол и Зимний солдат» на Disney+. По требованию Шэрон Картер он помогает Разрушителям флагов, желая убить Сэма. Жорж Сен-Пьер вернулся к роли.

### Видео игры
Персонаж появляется в игре для Facebook Marvel: Avengers Alliance. Эта версия персонажа — подбосс в Спек-Опс 17, снятая по мотивам Капитан Америка: Зимний Солдат. Батроку можно противостоять в Ваканде, игрок должен принять решение взять террористов Белых Горилл под советом Делл Раска.
Батрок также появляется в онлайн игре MMORPG Marvel Heroes Gazillion Entertainment. Игрок может пойти в Промышленный Город и найти его на одном из событий, которые имеют место там.